# Hrabstwo Clinton (Missouri)
Hrabstwo Clinton (ang. Clinton County) – hrabstwo w stanie Missouri w Stanach Zjednoczonych. Obszar całkowity hrabstwa obejmuje powierzchnię 423,47 mil2 (1 097 km²). Według danych z 2010 r. hrabstwo miało 20 743 mieszkańców. Hrabstwo powstało w 1833 roku i nosi imię George’a Clintona - pierwszego gubernatora Nowego Jorku oraz pierwszego wiceprezydenta Stanów Zjednoczonych.

## Sąsiednie hrabstwa
- Hrabstwo DeKalb (północ)
- Hrabstwo Caldwelln (wschód)
- Hrabstwo Ray (południowy wschód)
- Hrabstwo Clay (południe)
- Hrabstwo Platte (południowy zachód)
- Hrabstwo Buchanan (zachód)

## Miasta
- Cameron
- Gower
- Lathrop
- Osborn
- Plattsburg
- Trimble
- Turney (wioska)